# 七股交流道
七股交流道位於臺灣臺南市七股區鹽埕里，為臺灣台61線指標298公里處的交流道。交流道型式為部份苜蓿葉AB型，南出北入匝道已於2015年6月27日通車，北出南入匝道也已於2017年11月11日通車，亦為市道176號的起點，可前往七股鹽山、臺灣鹽博物館及鹽埕里、龍山里。
|  | 298 七股 |  | 七股 鹽埕 |

## 外部連結
- 台61線七股交流道示意圖 （页面存档备份，存于）（交通部公路總局）